# Radio Grenouille

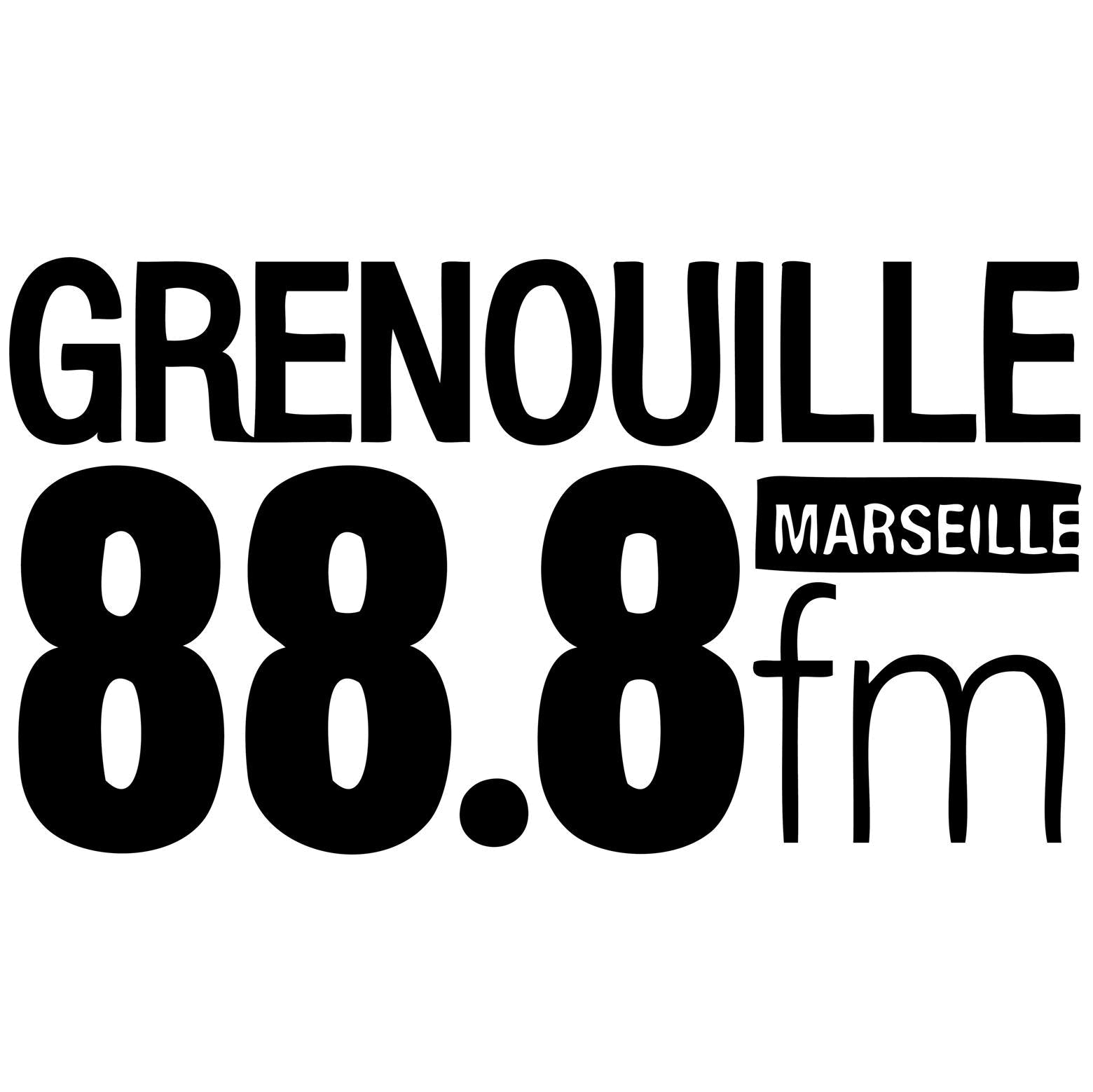
Logo von Radio Grenouille

Radio Grenouille ist ein nicht-kommerzielles privates Lokalradio mit kulturellem Schwerpunkt in der Region Marseille.

## Gründung und Geschichte
Radio Grenouille wurde 1981 als private, lokale und nicht-kommerzielle Rundfunkanstalt mit kulturellem Schwerpunkt von Richard Martin gegründet, dem Direktor des Theater Toursky in Marseille. Martin wollte einerseits der lokalen Kulturszene eine Stimme bieten und gleichzeitig den Zugang zu dieser Kultur über einen freien und bürgernahen Sender mit Raum für Kreativität und Kunst erleichtern.
Im Laufe der Jahre wuchs der Sender und zog 1991 in das Kulturzentrum Friche la Belle de Mai. Dort schloss sich der Sender mit dem 1991 gegründeten Verein Euphonia zusammen, dessen Studio und Werkstatt-Atelier Künstler und Aktionen mit Publikum rund um die Klangkunst begleitet und fördert.

## Der Sender
Radio Grenouille sendet sein 24h-Programm terrestrisch analog auf UKW auf 88,8 MHz und digital auf DAB+ sowie als Stream im Internet. Es ist Teil des Campus-Radionetzwerks Radio Campus France.
Das Programm umfasst Sendungen zu Musik und Klangkunst, Reportagen, Interviews und Beiträge zu lokalen Kulturnachrichten und gesellschaftlichen Entwicklungen sowie wechselnde thematische Reihen.